# Krar

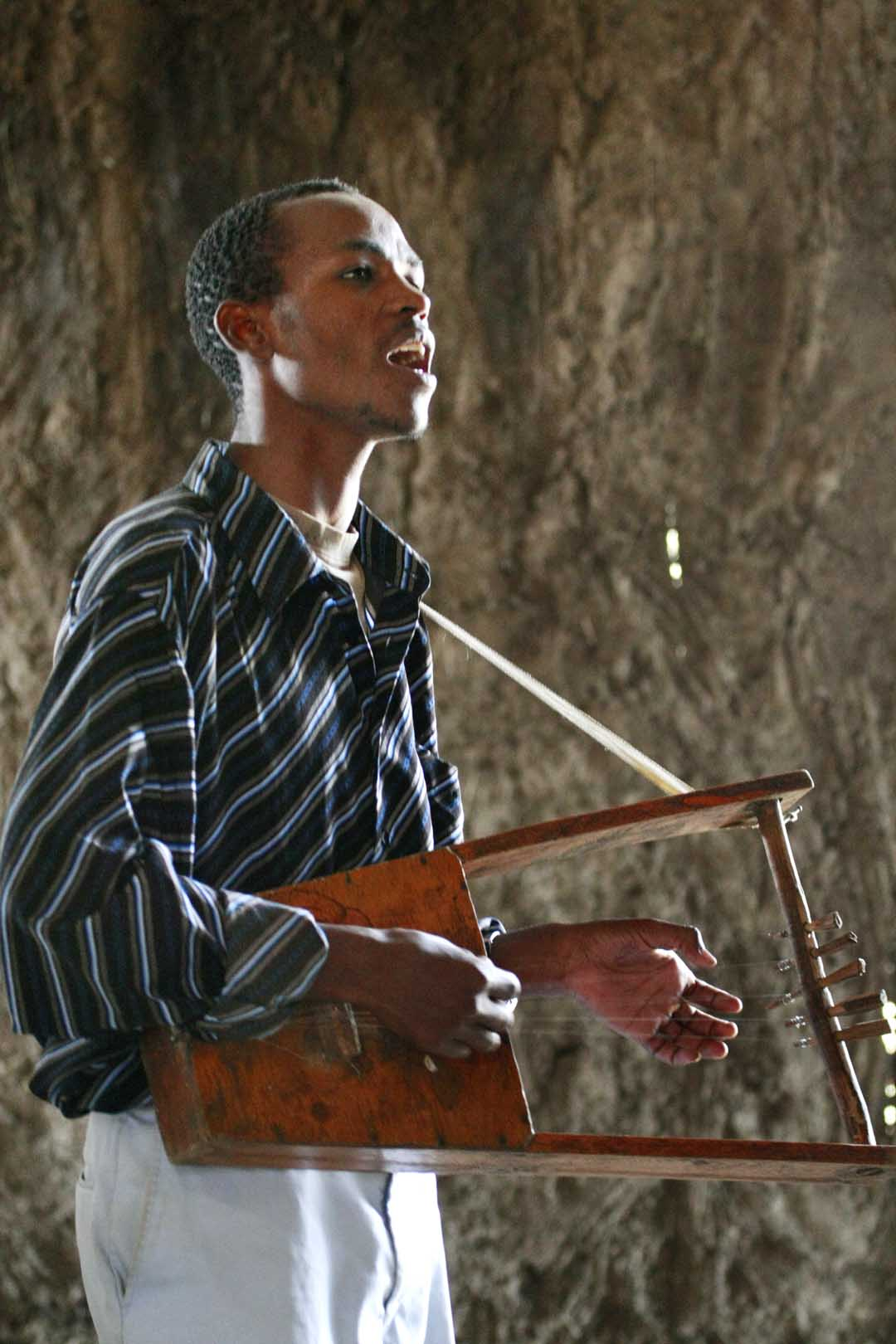
Krar (Äthiopien)

Krar (amharisch ክራር) ist ein in Äthiopien und Eritrea verbreitetes Zupfinstrument mit fünf oder sechs Saiten, das zu den Leiern gehört.
An einem mit Schaf- oder Ziegenhaut bespannten Resonanzkörper werden die Saiten aus Darm, Nylon oder Metall befestigt, über einen Steg etwa in der Mitte der Decke und bis zu einem Joch (Querstange, amharisch kenber) geführt, das mit den beiden seitlichen Armen (miseso) ein Trapez bildet. Dort werden sie meist an modernen Wirbeln gestimmt. Der Resonanzkörper kann in Kastenform aus Holz gefertigt sein. Krars mit einem schalenförmigen Korpus bestehen aus einem Tontopf, heute auch aus einer runden Emailleschüssel. 
Traditionell wird die krar in vier verschiedenen Skalen gestimmt, deren Höhe sich an der Stimme der Sängerin oder des Sängers orientieren. Männer und Frauen begleiten sich mit der krar zu allen Arten von weltlichen Liedern. Der Musiker stellt das Instrument seitlich auf sein Knie und zupft die pentatonisch gestimmten Saiten mit Daumen und Fingern der linken Hand, während er mit der rechten Hand das Instrument hält. In einer anderen, wahrscheinlich älteren Spielweise, wird die krar mit einem Plektrum mit der rechten Hand rhythmisch geschlagen. Dabei dämpfen die Finger der linken Hand alle Saiten ab, die nicht erklingen sollen.
Die krar wird üblicherweise zur Begleitung von Liebesliedern, Kampfgesängen, historischen Preisliedern oder ironischen Moritaten in Tej bets – Gaststätten, in denen Tej (Honigwein) ausgeschenkt wird – gespielt. In der Volksmythologie gilt die krar als vom Teufel gemachtes Gegenstück zur „göttlichen“ beganna, die in Verbindung mit der biblischen „Davidsharfe“, hebräisch kinnor, gesehen wird, die tatsächlich eine Leier war. Der Name krar erinnert an die Wörter makrer („spannen“), yakarara („etwas Gespanntes“) und kara („Schnur“).
Eine moderne krar kann ähnlich einer E-Gitarre oder einer Violine auch mit Tonabnehmern ausgerüstet und elektrisch verstärkt werden. 
Ähnliche Leiern sind unter dem Namen tanbura im Sudan, Jemen, Oman und in Ägypten bekannt, wo sie in der Begleitmusik von Zar-Heilungsritualen eingesetzt werden. Die simsimiyya ist entlang des Roten Meeres verbreitet, die litungu im Westen Kenias.
Die krar wird überwiegend von Männern gespielt. Zu den bekannten und einflussreichen Krar-Spielern gehörten mit Mary Armede († Anfang der 1980er Jahre) und Asnakech Worku (1935–2011) auch zwei Frauen.